# Jaime Guzmán
Pour les articles homonymes, voir Guzmán.
Jaime Guzmán Errázuriz, né à Santiago le 28 juin 1946, mort dans la même ville le 1er avril 1991 , est un avocat chilien, professeur de droit constitutionnel, théoricien du mouvement grémialista, fondateur de la Revue Realidad, président de l'Union démocrate indépendante de 1983 à 1989 et sénateur de la 7e circonscription (Poniente) de la région métropolitaine de Santiago du 11 mars 1990 à sa mort le 1er avril 1991. 
Il est un farouche opposant au président chilien Salvador Allende, militant au sein de la structure d'extrême-droite Patria y Libertad. Il approuve le coup d'État du 11 septembre 1973 et conseille le général Augusto Pinochet de 1973 à 1979 pour lequel il rédige le discours de Chacarillas. Il participe au gouvernement de la dictature militaire, et il est l'un des rédacteurs de la constitution chilienne de 1980. Il est assassiné en 1991 par des membres du mouvement guérillero Front patriotique Manuel Rodríguez, dont Ricardo Palma Salamanca , dans les environs de l'Université pontificale catholique du Chili.

## Origines
Fils de Jorge Guzmán Reyes et de Carmen Errázuriz Edwards, Jaime Guzmán est né le 28 juin 1946. Il a deux sœurs Rosario et Isabel. 
Élève à Santiago du Chili au Collège Sagrados Corazones de 1951 à 1962, ses bons résultats scolaires lui permettent d'y présider l'académie littéraire. 

## Carrière académique
En 1963, âgé de seize ans, il commence des études de droit à l'université pontificale catholique du Chili d'où il est diplômé en 1968 avec les félicitations du jury. Son mémoire de fin d'étude, "Teoría sobre la Universidad", reçoit également la note maximum. Il ne quitte pas pour autant l'université pontificale puisqu'il est engagé par celle-ci pour y dispenser des cours en tant que professeur de Théorie politique et de Droit Constitutionnel. Membre du conseil supérieur de l'université et conseiller académique de la faculté de droit, il écrivit également plusieurs articles sur des thèmes juridiques, politiques, sociaux et religieux dans des journaux nationaux. 

## Engagement politique
Arrivé à l'Université, Jaime Guzmán adhère à un mouvement d'extrême droite. En 1969, il est élu président des jeunes indépendants Alessandristes, le mouvement des jeunes partisans de celui qui est son ami et son mentor, l'ancien président chilien Jorge Alessandri Rodríguez, candidat de droite soutenu par le parti national lors de l'élection présidentielle de 1970. 

### Le fondateur du Mouvement grémialista
En 1967, Guzmán s'oppose à la réforme universitaire. Il mène la lutte de certains étudiants contre l'occupation de l'université par les étudiants partisans de la réforme. Il fonde alors dans ce contexte le mouvement grémialista dont il est le principal théoricien. Opposé au tournant doctrinal de l'église catholique romaine et à la démocratie libérale, qui, selon Guzman, sape l'autorité de l'État soumis à la volonté inorganique des masses, le grémialisme défendait un programme économique et social corporatiste et l'établissement d'un État non neutre, non politiquement libéral, chrétien, résolument anti-marxiste. Le mouvement grémialiste universitaire intègre alors la Fédération des étudiants de l'Université catholique. 
Jaime Guzmán est proche des idées de la dictature franquiste : « Guzmán est très influencé par les idées corporatistes du régime de Franco et de Primo de Rivera ». Il est également membre de l'Opus Dei. 
Entre 1971 et 1973, il s'oppose au gouvernement de l'Unidad Popular et au président Salvador Allende. Il se fait notamment remarquer lors de l'émission politique télévisée « A esta hora se improvisa » (Et maintenant on improvise), diffusée par la chaîne de l'Université catholique. 
Il participe également à la fondation du Front nationaliste Patrie et liberté (connue sous son abrégé Patria y Libertad), mouvement paramilitaire d'extrême droite dirigé par l'avocat Pablo Rodríguez. Il est membre du conseil politique de Patria y Libertad.

### Rôle dans la dictature militaire chilienne
Le régime militaire d'Augusto Pinochet présente pour Jaime Guzmán et les grémialistes l'opportunité historique de mettre en œuvre les idées qui n'étaient jusque-là que de la théorie universitaire ou de la rhétorique politique. Après l'avoir souhaité, les grémialistes ont approuvé le coup d'État du 11 septembre 1973, vu pour eux comme une victoire sur le « marxisme-léninisme », et sont loyaux envers les militaires, en dépit des « actes de violence, de meurtres et de violations des droits des individus » que Guzman relativise par le coût « objectif » de toute « guerre civile ». 
C'est au sein du secrétariat général du gouvernement que Jaime Guzmán va se retrouver, permettant le recrutement de nombreux grémialistes au sein de l'administration chilienne. Son principal rival au sein de l'administration de la junte est alors Manuel Contreras pour qui Guzmán était ambivalent, cherchant selon lui à remplacer les dirigeants militaires du gouvernement par des civils et à établir un gouvernement démocratique ayant la faveur des forces armées et des médias. 
En 1973, il est nommé par le gouvernement militaire pour intégrer la commission chargée de réécrire la nouvelle constitution politique, qui est achevée en 1980. 
Il est également un conseiller du gouvernement en matière politico-juridique et intègre la commission chargée des lois constitutionnelles entre 1983 et 1989. Il est le fondateur de l'Union démocrate indépendante (UDI) et son président entre 1983 et 1987. Il fait de la UDI un parti politique, dont deux sénateurs et onze députés sont élus en 1989.

### Sénateur de Santiago du Chili
En 1989, il est élu sénateur de la république de Santiago. En 1989, il déclare au quotidien El Mercurio : « Je m'affirme pinochetiste, avec beaucoup d'honneur ».

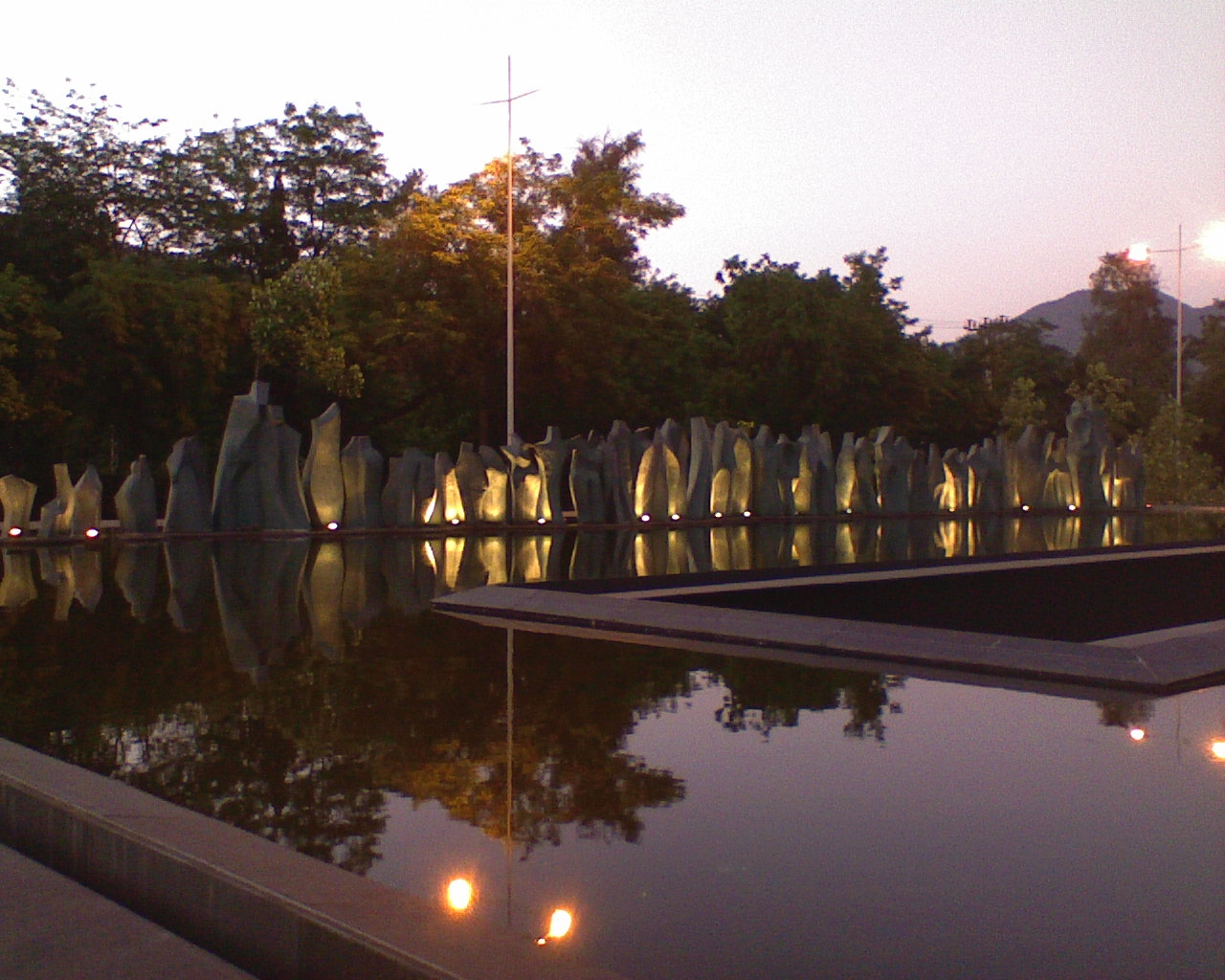
Mémorial à Jaime Guzmán situé à Las Condes, commune de Santiago du Chili

## Son assassinat
Considéré comme ayant été l'« idéologue de la junte », le premier avril 1991, après avoir quitté son cours de droit constitutionnel dans le Campus Est de l'Université catholique, il est assassiné par un commando d'extrême gauche mené par Ricardo Palma Salamanca.